# Diagnoses Plantarum Novarum
Diagnoses Plantarum Novarum (abreviado Diagn. Pl. Nov.) es un libro con ilustraciones y descripciones botánicas que fue escrito por el botánico polaco Ignaz von Szyszylowicz y publicado en el año 1894 con el nombre de Diagnoses Plantarum Novarum a cl. D. Const. Jelski in Peruvia lectarum.